# Gillichthys mirabilis
Gillichthys mirabilis es una especie de peces de la familia de los Gobiidae en el orden de los Perciformes.

## Morfología
Los machos pueden llegar a alcanzar los 21 cm de longitud total.

## Reproducción
Es ovíparo y los machos protegen los huevos.

## Depredadores
En los Estados Unidos es depredado por Paralichthys californicus .

## Hábitat
Es un pez de clima subtropical y demersal.

## Distribución geográfica
Se encuentra en el Pacífico oriental: desde la Bahía de Tomala (norte de California, los Estados Unidos) hasta el Golfo de California.

## Observaciones
Es inofensivo para los humanos.